# Tombe des Augures

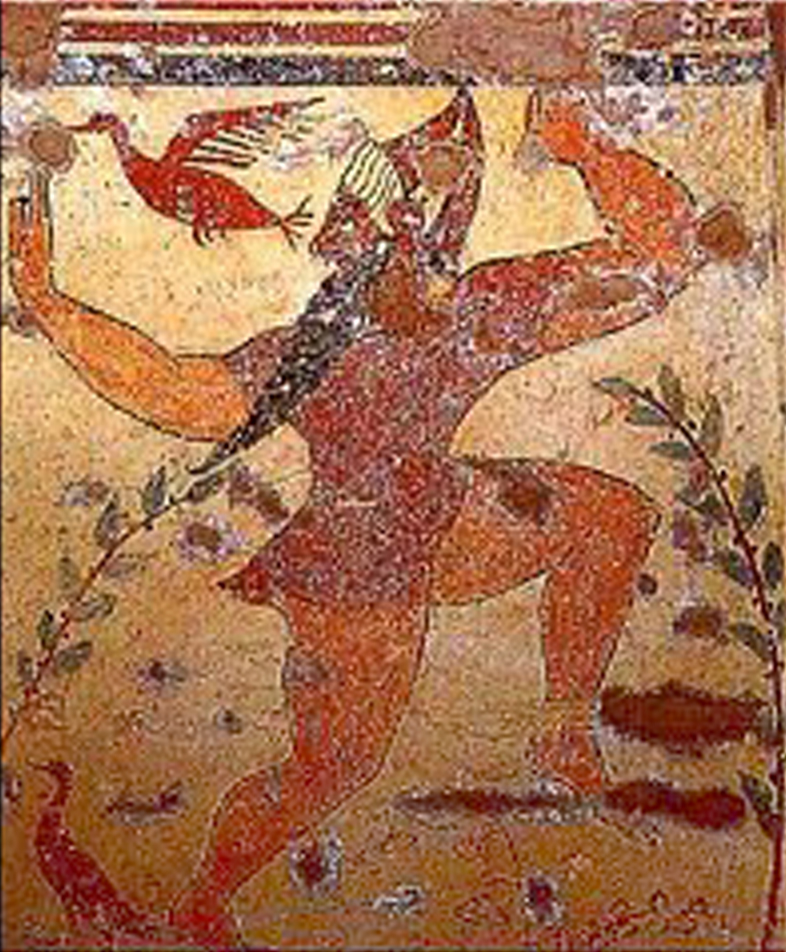
Le Phersu, tombe des Augures, nécropole de Monterozzi, Tarquinia.

La tombe des Augures (en italien tomba degli Auguri)  est une des tombes étrusques peintes  de la nécropole de Monterozzi, proche de la ville de Tarquinia. 

## Description
Réalisée entre -540 et -530 probablement par un peintre grec d'Orient, et découverte en 1878, la tombe des Augures de Tarquinia est une tombe étrusque  a camera.
Le nom de la tombe provient de la confusion d'un personnage pris pour un augure avec son bâton  lituus, avec un arbitre de jeux,  et le vol des oiseaux cher aux haruspices, et devant eux des personnages le bras tendu, la main ouverte (signe de prière comme l'Arringatore),  leur deuxième main sur la tête en signe de lamentation.

### Typologie de la tombe
Les tombes étrusques a camera simulent l'intérieur d'une maison. Le plan, sous un toit à double pente, est assez simple, creusé dans la roche, avec un dromos et une chambre funéraire rectangulaire. Les parois et le plafond sont recouverts de peintures réalisées sur un enduit à fresque. Sur le sol se trouvent les empreintes marquées des pieds de deux lits funéraires.

### Description et analyse du décor
Une poutre centrale peinte en rouge, appuyée sur deux petits frontons, marquait le plafond, avec des motifs floraux imitant un motif textile, de part et d'autre, comme une tente.
Le centre du décor des parois est une grande porte en trompe-l’œil, soigneusement rendue avec ses appliques de bronze, représentation métaphorique de la tombe elle-même. Elle descend dans la zone noire inférieure, comme si elle descendait dans le sol, amorçant un mouvement de descente vers la tombe. Le décor représente en effet des cérémonies funéraires, qui ont lieu autour ou à proximité de la tombe elle-même. On note la tripartition de la paroi, déjà visible sur les plaques peintes Boccanera ou Campana, avec une base sombre et une partie supérieure de lignes de couleur encadrant une partie médiane. C'est quelque chose qu'on trouvera encore tel quel dans la peinture pompéienne. Il y a une volonté de représenter un espace extérieur, comme l'indiquent les oiseaux. Deux personnages, main sur le front et tournés vers la porte, sont très visiblement en train d'accomplir des gestes de prières pour le défunt. Des inscriptions nous donnent leur identité. Le profil est très ionien, les bras et les jambes sont assez épais et musculeux, les doigts effilés, les chaussures à bout pointu, les yeux en amandes, le nez rond.
Dans la partie supérieure de cette paroi, on a un petit fronton assez générique d'animaux affrontés dévorant un capriné.
Sur la paroi de droite, deux autres personnages, à la tenue comparable, sont désignés par des noms qui pourraient être de fonction. Ils sont accompagnés par des serviteurs, dont l'un dort et l'autre porte un siège, un peu plié. C'est le siège pliant typique des magistrats. Au centre de l'image, on a une lutte entre deux guerriers nus, de canon stylistique archaïque très ionien. L'un est plus jeune que l'autre, dans une représentation d'autant plus réaliste que les noms qui les désignent sont vraiment des noms. Ils s'affrontent pour les bassins en bronze représentés entre eux. Un personnage à bâton recourbé (ou lituus, un instrument de pouvoir) pourrait être un arbitre sportif plus qu'un augure. On est dans un fonctionnement funéraire de compétitions sportives très bien attestées dans les textes homériques.
À droite, on a un type de jeu tout à fait différent. Un personnage, la tête placée dans un sac maintenu par une ficelle et tenant une massue, affronte un chien féroce lâché sur lui. Derrière lui se trouve une personne, désignée sous le nom de Phersu. C'est une figure caractéristique, distinguée par un vêtement particulier noir à taches blanches et un masque rouge. Il contrôle le jeu en tenant la ficelle du sac. On retrouve la figure du Phersu et ce même jeu de personnage dans d'autres tombes, et même en dehors de l’Étrurie, en Italie antique. C'est un jeu sanglant, qui doit s'inscrire dans une tradition religieuse, comme une sorte de revitalisation du défunt. On a voulu voir dans ces images-là les origines de la gladiature romaine.
|  | Les deux pleureurs (Tanasar) encadrant la porte des enfers ; ils portent la tebenna (R. Bloch planche 22) - Vues d'artiste. |